# Boreotrophon tripherus
Boreotrophon tripherus är en snäckart som beskrevs av Dall 1902. Boreotrophon tripherus ingår i släktet Boreotrophon och familjen purpursnäckor. Inga underarter finns listade i Catalogue of Life.